# Gelis ornatulus
Gelis ornatulus là một loài tò vò trong họ Ichneumonidae.